# Magdalena Álvarez Arza
Magdalena Álvarez Arza (* 15. února 1952, San Fernando, provincie Cádiz) je španělská politička, která v letech 2004-2009 působila jako Ministryně veřejných prací (Fomento). V roce 2009 byla zvolena poslankyní Evropského parlamentu za stranu Partido Socialista Obrero Español (Španělská socialistická dělnická strana) v oblasti Málaga. Předtím byla Ministryně pro Ekonomiku v Andaluské juntě.

## Předpolitický život
Álvarez drží doktorát cum laude v Ekonomických a obchodních vědách z Complutense Univerzitě v Madridu a vyučovala Ekonomiku na Národní Univerzitě distančního vzdělávání v letech 1977 až 1990, na Escuela de Prácticas Jurídicas v Malaze v letech 1981 až 1989 a na Instituto de Estudios Fiscales v letech 1981 až 1989.
V roce 1979 se připojila ke španělskému daňovému inspektorátu, kde zastávala mnoho funkcí včetně Ministryně Financí a později v AEAT, španělské daňové agentuře.
Byla šéfinspektorka Daňové delegace pro Málagu v letech 1987 – 1989, ředitelka Regionálních ekonomických pobídek (1989-1993) a ředitelka Oddělení finanční inspekce na Národním daňovém inspektorátu.

## Politický život
Álvarez byla členkou parlamentu Andalusie za provincii Málaga a v srpnu 1994 byla jmenována Ministryní ekonomiky a důchodů pro andaluskou juntu. Stala se tak členkou druhého kabinetu Manuela Chavese.
Během doby jejího ministrování nebyl žádný z jejích dvou rozpočtů schválen Parlamentem.
V roce 1996, po regionálních volbách, byla Chavesem potvrzena ve své funkci, a zaměřuje se na andaluský státní dluh a autonomní finance.
V následných volbách v březnu 2000 ji Chaves ponechá jako hlavu Ministerstva ekonomie a důchodů pro šestý andaluský parlament.
Ve španělských všeobecných volbách v roce 2004 byla první na kandidátce do Poslanecké sněmovny za provincii Málaga a podporovala José Luis Rodríguez Zapatera, aby se stal španělským předsedou vlády.
Před těmito volbami, v lednu, byla Álvarez, vdaná matka jedné dcery, zvolena předsedkyní Komise sociální politické konference. Po těchto volbách byla jmenována Ministryní veřejných prací.
Znovu zvolena byla ve španělských všeobecných volbách v roce 2008 jako člen parlamentu za provincii Málaga a pokračovala na ministerstvu do dubna 2009, kdy byla nahrazena José Blancem